# Калкабабио (Павија)
Калкабабио је насеље у Италији у округу Павија, региону Ломбардија.
Према процени из 2011. у насељу је живело 8 становника. Насеље се налази на надморској висини од 166 м.